# ワイルドトラックス
『ワイルドトラックス』は、任天堂情報開発本部、アルゴノートソフトウェアが開発、任天堂より発売されたレースゲームである。日本国外でのタイトルは『Stunt Race FX』。

## 概要
3次元コンピュータグラフィックス (3DCG) のレースゲーム。スーパーFXチップが搭載されており、任天堂が手掛けるスーパーファミコン用3DCGゲームでは『スターフォックス』に次ぎ2作目となる。
ヘッドライト部に目が描かれた車を操作する。車はタイヤ・ボディ・ヘッドライト部の目などがそれぞれ独立したパーツとなっており、障害物などにぶつかるとそれぞれのパーツがバラバラになる。なお、ダメージメーターが設定されており、これが満タンになるとミスとなる。これはマップ上のアイテムで回復可能。
走行以外の操作は、ゲージを使用して加速する「ブースト」（マップ上の結晶状のアイテムで回復可能）、ジャンプ（タイヤを地面に向かって伸ばす）が可能。ジャンプは特定地形の速度低下や、車同士のダメージ接触を回避できる。空中にいる間は上下のキー操作で姿勢制御ができ、着地の際の角度を調整可能（深すぎる場合はダメージ）。
ライバルカーと順位を競うモードや、特定ポイントを通過して短い時間でゴールを狙うスタントモードなどで遊ぶことができる。
内容はアメリカにある架空の田舎町「トラックス・シティ」でレース大会が行われるという設定。
2019年9月6日配信開始のNintendo Switchのオンラインサービスの特典ソフト『スーパーファミコン Nintendo Switch Online』に収録された。

## ゲーム内容

### 車種
初めから全てのモードで使えるのは4WD、COUPÉ、F-TYPEの3種のみだが、SPEED TRAXのマスタークラスをクリアすれば2WDも全モードで使用可能となる。
4WD
オフロードカーのようなボディ形状の車。タイヤのグリップが高く加速も良い。ボディも頑丈。だがステアリングが重いため、コーナーをクリアするときは早めに切り込む必要がある。最高速は160km/hと他の車より低め。初心者向け。だが実際は189km/h出る。
COUPÉ
名前の通りクーペの形状をしている車。加速は早めでボディも頑丈、ステアリングも軽く、最高速は190km/h。ただしタイヤのグリップが低いため、コーナー中にスピンしてしまうことがしばしばある。中級者向け。
F-TYPE
フォーミュラカーのようなボディ形状の車。最高速は220km/hで2WDと同等。ただしボディが弱く、ジャンプ着地時は慎重に操作する必要がある。ブーストの減りも早い。ステアリングも軽いが少し遅れて切れるので操作が難しい。上級者向け。
2WD
オフロード用のバイクの形状をしており、ゲーム中唯一の二輪車。最高速は220km/hでF-TYPEと同等。タイヤグリップ、加速、ボディの強さも問題ないが、二輪車のためバランスを取るのが難しい。上級者向け。
上記4車種の他、SPEED TRAX内のボーナスゲームだけに登場するのが、下記のTRAILERである。
TRAILER
トラックのようなボディ形状。パワーがあるが、加速が悪く、ステアリングも重い。全体的に動きが鈍いので、早めのアクセル・ブレーキやステアリングが重要。なお、TRAILERのみゲーム中の視点がかなり上方からのものとなる。

### アイテム
コース上にはアイテムが存在し、操作するマシンと接触することでゲットすることが出来る。SPEED TRAXでは石状のアイテムが登場し、赤い石はダメージ回復、青い石はブーストメーターが回復する。一つの石でメーターの半分回復する。

### モード
SPEED TRAX
計4台の車でレースし、1位を目指すモード。3つのCLASSが用意されている。
STUNT TRAX
コースの中に散らばった星を集め、いかに早くゴールするかを競うモード。
BATTLE TRAX
2人で対戦するモード。負けている方の車は早くブーストが回復するようになっている。
TEST RUN
専用コースの中を自由に走るモード。コースは1つしかない。練習用として利用できる。
FREE TRAX
1人で走るモード。コースはSPPED TRAXと同様のものを選択可能。タイムアタックなどで利用できる。

## 他機種版
| No. | タイトル                             | 発売日       | 対応機種        | 開発元 | 発売元 | メディア     | 備考 |
| --- | ------------------------------------ | ------------ | --------------- | ------ | ------ | ------------ | ---- |
| 1   | スーパーファミコン Nintendo Classics | 2019年9月6日 | Nintendo Switch | 任天堂 | 任天堂 | ダウンロード |      |

## スタッフ
- プログラマー：ジャイルズ・ゴダード、木村真人、山本健二、コリン・リード
- 3Dシステム：ピーター・ウォーンズ、カール・グラハム
- 車体デザイナー：高橋伸也、森直樹
- CGデザイナー：黒梅知明、森直樹、今村孝矢
- サウンド・コンポーザー：阪東太郎
- ミュージック・コンポーザー：天宅しのぶ
- マップ・デザイナー：田邊賢輔、山本健二
- テクニカル・サポート：角井博信、山城重喜、浅田靖之、島田健嗣、中谷和人
- ディレクター：菱田達也
- プロデューサー：宮本茂
- エグゼクティブ・プロデューサー：山内溥

## 評価
ゲーム誌「ファミリーコンピュータMagazine」の読者投票による「ゲーム通信簿」での評価は以下の通り22.1点（満30点）となっている。
| 項目 | キャラクタ | 音楽 | お買得度 | 操作性 | 熱中度 | オリジナリティ | 総合 |
| 得点 | 3.9        | 3.5  | 3.5      | 3.4    | 3.9    | 3.9            | 22.1 |